# Ludwik Maciej
Ludwik Maciej (ur. 16 maja 1915 w Dziedzicach, zm. 12 marca 2007 w Los Angeles) – polski pilot wojskowy, uczestnik II wojny światowej.

## Życiorys
Był synem Jana i Anny z domu Donocik. Po ukończeniu Szkoły Powszechnej w Dziedzicach podjął dalszą naukę. Ukończył Gimnazjum Polskie w Bielsku (obecnie I Liceum Ogólnokształcące im. Mikołaja Kopernika w Bielsku-Białej). W latach szkolnych brał aktywny udział w działalności dziedzickiego „Sokoła”, jako piłkarz Sokolego Klubu Sportowego „Grażyna”.

### Przebieg służby
Zgłosiwszy się na ochotnika do służby wojskowej w 1935 roku, złożył przysięgę wojskową i po ukończeniu kursów jako pilot odbywał służbę wojskową w 2 pułku lotniczym w Krakowie na Rakowicach-Czyżynach z przydziałem do 24. Eskadry Liniowej.
Wrzesień 1939

We wrześniu 1939 roku, jako pilot 2. pułku lotnictwa w Krakowie nie wziął udziału w walkach z hitlerowskim najeźdźcą, gdyż lotnictwo niemieckie zniszczyło bazę lotniczą tego pułku. Tak wrzesień 1939 roku wspomina Ludwik Maciej:

Otóż w sierpniu 1938 r. za przyczyną por. pil. Tadeusza Nowierskiego zostałem czasowo przeniesiony z 24. Eskadry do treningowej na instruktora pilotażu. Po zakończonym kursie na PWS 26 tuż przed wybuchem wojny , drogą wyjątku, razem z uczniami otrzymałem urlop. Byłem w swoim mieście rodzinnym Dziedzicach kiedy otrzymałem telegram, aby zameldować się natychmiast w Pułku. Zaczęła się ewakuacja samolotów naszej bazy. Leciałem dwa razy do Lwowa – ostatni na “Ślepaku”. Po powrocie w ostatnią noc przed bombardowaniem naszego lotniska zdałem spadochron na wartowni i zmęczony dowlokłem się do koszar. O świcie nastąpiło bombardowanie lotniska i ostrzeliwanie koszar z lotu koszącego, po którym hangary zaczęły się palić. Byli zabici i ranni. Po drugim nalocie wszystko było stracone, a nasze dowództwo bezradne. Dostałem rozkaz sprawdzić w rejonie Olkusza zestrzelony samolot niemiecki. Poleciałem na RWD 8, ale nic nie znalazłem. To był mój ostatni lot w czasie naszej Kampanii Wrześniowej. 24. Eskadra na “Karasiach” była w tym czasie na Wołyniu na polowym lotnisku. Nastąpiła ewakuacja z Czyżyn, drogą kolejowa. Moje prywatne rzeczy w transporcie zostały zbombardowane w Jarosławiu po nalocie niemieckich samolotów. Cały mój majątek to był pistolet Vis 1.000 złotych i suchary. 17-18 września 1939 r. (w gronie Eskadry Treningowej) autobusem przyjechaliśmy do granicy – i jako internowani przekroczyliśmy granice rumuńską.”

Kampania francuska
Z Rumunii z nowymi dokumentami tożsamości przedostał się do Francji, gdzie szkolił się do pilotowania lekkich samolotów bombowych. Z Rennes, gdzie odbywało się przeszkolenie na samolotach lekkiego bombardowania, szkolenie przeniesiono do  Clermont-Ferrand, ponieważ Niemcy posuwali się w kierunku Bretanii. Szkolenie odbywało się na samolotach starego typu jak „Amiot”, „Farman”, „Bloch" natomiast jednym z nowszych był „Potez 63-11”. Początkiem czerwca 1940 roku został przeniesiony do Tuluzy i tam zakończył szkolenie.
Bitwa o Anglię
Po klęsce Francji, statkiem SS "Arandora Star" dotarł do Liverpoolu w Anglii. Wstąpił do RAF, otrzymał numer służbowy 792369. Został skierowany do 18 OTU w Bramcote koło Nuneaton, gdzie został przeszkolony do wykonywania nocnych lotów na bombowcach Vickers Wellington MK Ic. W 300 dywizjonie bombowym „Ziemi Mazowieckiej” (dowódca ppłk Wacław Makowski) został dowódcą bombowca. Dywizjon bombowy 300 do końca wojny pozostawał w składzie lotnictwa brytyjskiego. Ludwik Maciej brał udział w działaniach tego dywizjonu od sierpnia 1940 do 12 czerwca 1941 roku, kiedy wracając z nocnego bombardowania Zagłębia Ruhry jego samolot został nad Düsseldorfem trafiony. Na uszkodzonym silniku doleciał nad kanał La Manche, gdzie wodował. Ranny w nogę, z częścią ocalałej załogi został wzięty do niewoli przez załogę niemieckiej łodzi latającej Blohm & Voss Bv 138. Do momentu zestrzelenia wykonał 13 lotów bojowych.
Pobyt w niewoli
Po leczeniu w szpitalu w Amsterdamie, jako jeniec nr 39140 przebywał w obozach dla lotników we Frankfurcie nad Menem, w Bad Sulza w Turyngii, w Żaganiu (Stalag Luft III), w Bąkowie koło Częstochowy (Stalag Luft VII), w Tychowie (Stalag Luft IV). W obozach tych w wyniku nieludzkich warunków bytowania i masowych egzekucji zginęło tysiące jeńców. W początkach 1945 roku ewakuowano jeńców, którzy przez Kołobrzeg, Świnoujście, Schwerin, Lüneburg, Celle dotarli po trzech miesiącach do Lutov. Tam wyzwoliła go armia brytyjska.

## Ordery i odznaczenia

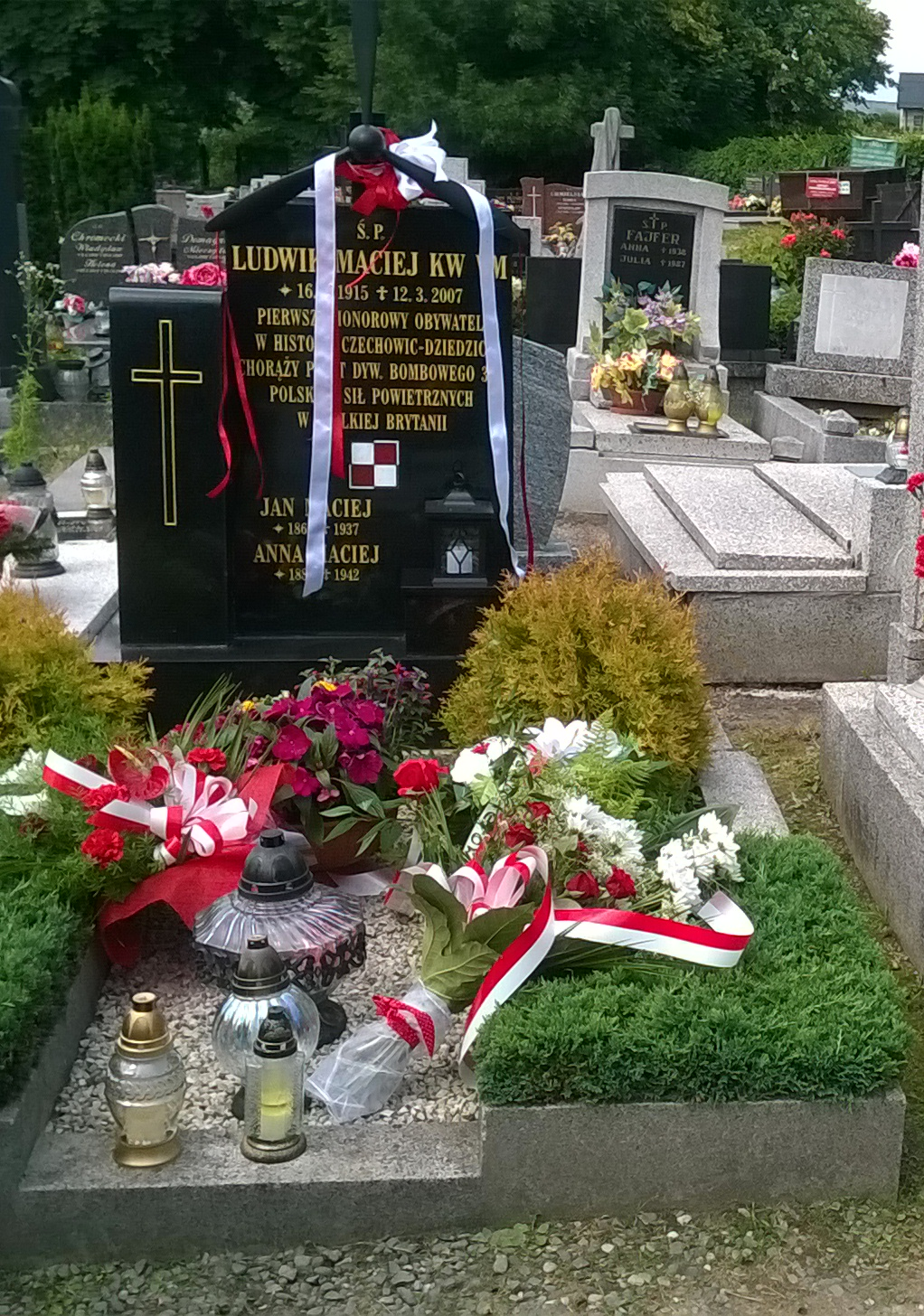
Nagrobek Ludwika Macieja na Cmentarzu Parafialnym NMP Wspomożenia Wiernych w Czechowicach-Dziedzicach

Ludwik Maciej był odznaczony Krzyżem Srebrnym Orderu Wojennego Virtuti Militari V klasy, trzykrotnie Krzyżem Walecznych, Medalem Lotniczym, Krzyżem „Za wrzesień 1939”, Medalem „Polska Swemu Obrońcy”. Odznaczono go również medalami innych nacji: 1939–1945 Star, Air Crew Europe Star, France and German Star, War Medal 1939–1945, International Prisoners of War Medal, Croix de Guerre.
Tytuł Honorowego Obywatela Czechowic-Dziedzic
5 grudnia 2005 r. Rada Miejska Czechowic-Dziedzic nadała chorążemu Ludwikowi Maciejowi Tytuł Honorowego Obywatela Czechowic-Dziedzic.   

## Życie prywatne
Po zakończeniu wojny Ludwik Maciej pozostał w Anglii i zamieszkał w miejscowości Lincoln. W Blackpool poznał panią Janinę Gwizdak, późniejszą żonę. 14 kwietnia 1946 roku wzięli ślub i razem zamieszkali w Lincoln. W styczniu 1949 roku wyemigrował z rodziną do Argentyny. Mieszkał w sąsiedztwie stolicy Buenos Aires, na północy kraju w prowincji Salta i na południu w San Carlos de Bariloche. Pracował jako spawacz w elektrowni i robotnik fabryki samochodów osobowych. W marcu 1961 roku z rodziną wyemigrował do USA. Na stałe osiadł w kalifornijskim Los Angeles (dzielnica San Pedro). Miał dwóch synów: Sylwestra oraz Luisa – obaj urodzili się poza granicami Polski.

### Śmierć i pogrzeb
Zmarł 12 marca 2007 w Los Angeles (San Pedro). Pogrzeb odbył się 10 kwietnia 2007 na cmentarzu przy kościele NMP Wspomożenia Wiernych w Czechowicach-Dziedzicach. Prochy zmarłego przywiózł ze Stanów Zjednoczonych do kraju syn Ludwika Macieja, by pochować je w rodzinnym grobowcu na dziedzickim cmentarzu.